# Privilegium Minus
«Малая привилегия» (лат. Privilegium Minus) — патент об особых правах Австрии и её правящей династии, изданный 17 сентября 1156 года Фридрихом I, императором Священной Римской империи, который заложил основы независимости Австрийского государства. Название патента (в переводе с латыни — «Малая привилегия») возникло как противопоставление «Privilegium Maius» («Большой привилегии»), подложному документу второй половины XIV века, согласно которому права и свободы Австрии расширялись почти до полной независимости от империи.
Патент «Privilegium Minus» был издан императором Фридрихом I с целью урегулирования длительного конфликта между династиями Вельфов и Бабенбергов за власть над Баварией. Император в 1156 году передал Баварию главе дома Вельфов Генриху Льву, а в качестве компенсации Генриху II Язомирготту утвердил особые права для австрийских владений последнего.
Согласно «Privilegium Minus» Австрия, ранее бывшая маркграфством, повышалась до статуса герцогства. Признавалось, что Австрия является наследственным владением дома Бабенбергов, причём в случае отсутствия наследников мужского пола австрийские земли разрешалось передавать по женской линии. Это право было для того времени исключительным: согласно салическому закону, принятому в большинстве княжеств империи, женщины исключались из права наследования. Больше того, «Privilegium Minus» признавала за герцогами Австрии право назначения себе наследника.
Патент также объявлял Австрию независимой от Баварии и расширял её права в империи. Герцогу разрешалось не посещать имперские рейхстаги, кроме тех, которые созываются в Баварии. Предоставление военной помощи императорам ограничивалась только случаями, когда военные действия ведутся вблизи австрийских границ.
Право наследования австрийских земель женщинами, предоставленное «Privilegium Minus», сыграло важную роль в борьбе за корону Австрии, развернувшейся после смерти в 1246 году герцога Фридриха II, последнего Бабенберга. В этой борьбе участвовал Герман VI, маркграф Баденский, и Пржемысл Отакар II, король Чехии. В конце концов австрийский престол достался Габсбургам.
В XVIII веке на основе «Privilegium Minus» была издана знаменитая «Прагматическая санкция» 1713 года, объявляющая наследницей австрийских земель Марию Терезию. Вступление Марии Терезии на престол в 1740 году вызвало войну за Австрийское наследство.